# キマイラ (ギュスターヴ・モロー)

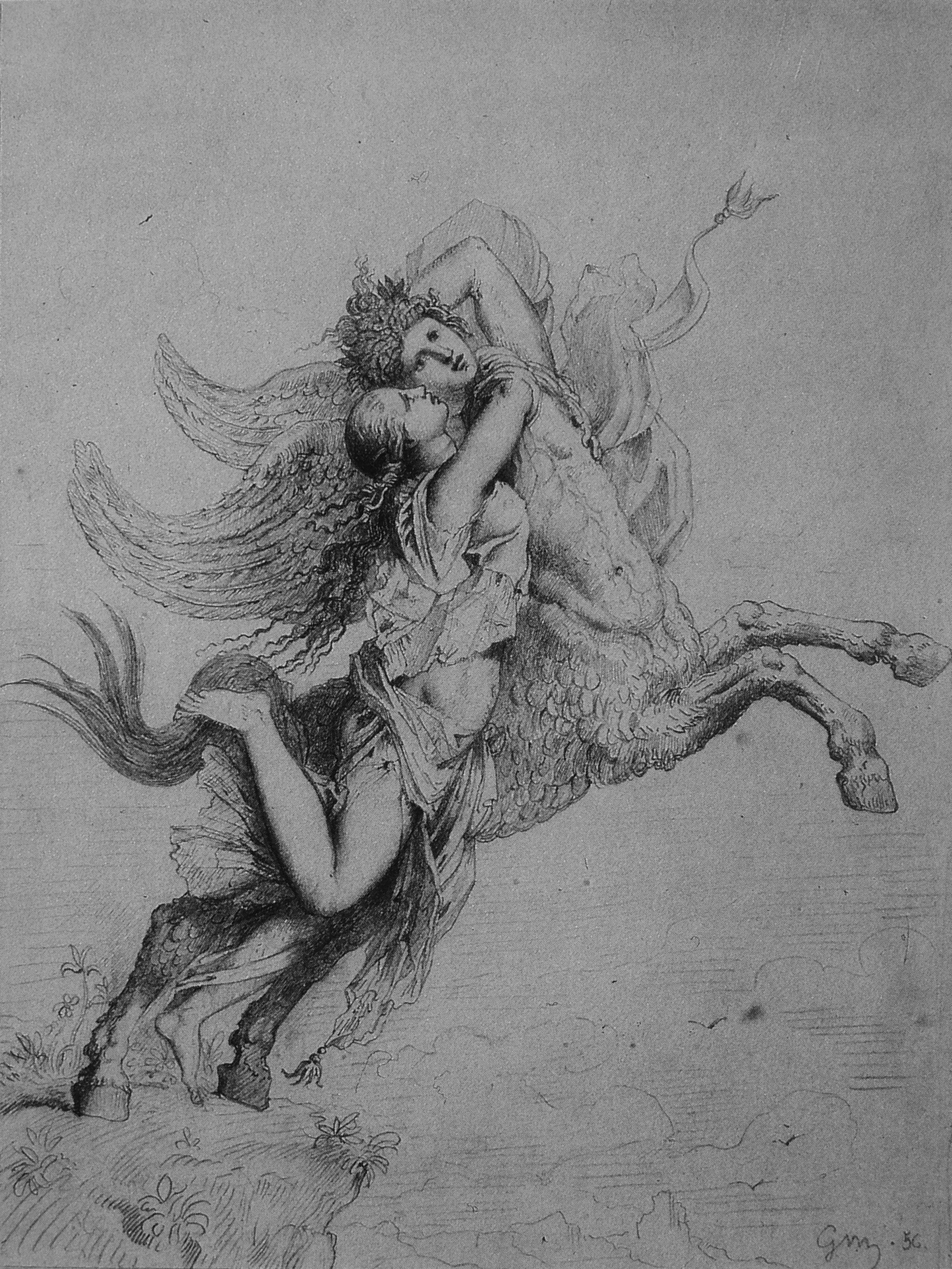
最も初期の素描『キマイラ』。1856年。個人蔵。

『キマイラ』（仏: La Chimère, 英: The Chimera）は、フランス象徴主義の画家ギュスターヴ・モローが1867年に制作した絵画である。油彩。アメリカ合衆国のマサチューセッツ州ケンブリッジのハーバード大学付属フォッグ美術館に所蔵されている。また同年に制作されたほぼ同サイズのヴァリアントが個人蔵に、円形のトンドとして描かれた水彩画および水彩画習作がギュスターヴ・モロー美術館に所蔵されている。

## 主題
ギリシア神話によるとキマイラはライオンの頭と山羊の胴体、蛇の尾を持つ怪物で、ペーガソスに騎乗した英雄ベレロポーンによって退治された。フランス語ではキマイラを指す語「シメール」（Chimère）は転じて「幻想」を意味する。

## 作品
怪物キマイラが翼を広げて今まさに断崖から空に飛翔しようとしている。しかしモローの描いた怪物はキマイラと呼ぶには少々奇妙であり、人間の顔と上半身、馬の身体、背中に一対の翼を持つ姿は有翼のケンタウロスといった風情である。怪物の首には美しい裸婦が両腕を回してしっかり抱きついており、怪物は彼女もろともに空に飛翔しようとしている。画面右下では1羽の鳥が飛翔している。
この作品の最初期の構想は1856年の素描（個人蔵）までさかのぼる。この素描では怪物は両翼を後方に広げているが、基本的な図像はこの段階で完成されており、以降の作品に大きな変化はない。怪物のポーズはモロー家にあった1660年版のオウィディウスの『変身物語』の挿絵に描かれたケンタウロスに由来することが指摘されている。対して裸婦像はアンリ・レーマンが1850年のサロンに出品した『プロメテウスが縛られた岩の下で嘆くオケアノスの娘たち』（Désolation des Océanides au pied du roc où Prométhée est enchaîné）中の、画面中央で飛び上がる女性像との類似が指摘されている。
1856年の素描や、本作品と同年制作のヴァリアントでは、右下の空間には何も描かれていないが、本作品では鳥が描き加えられている。さらにギュスターヴ・モロー美術館所蔵の水彩画ではこれを円形の画面に描いて同様の位置に鳥を描き加えているほか、1879年頃の水彩画習作では鳥の代わりに岩山を配置している。おそらくこれらの変更は画面に空白の部分があることを考慮して、バランスを取るために描き加えられた結果と考えられる。

## 解釈

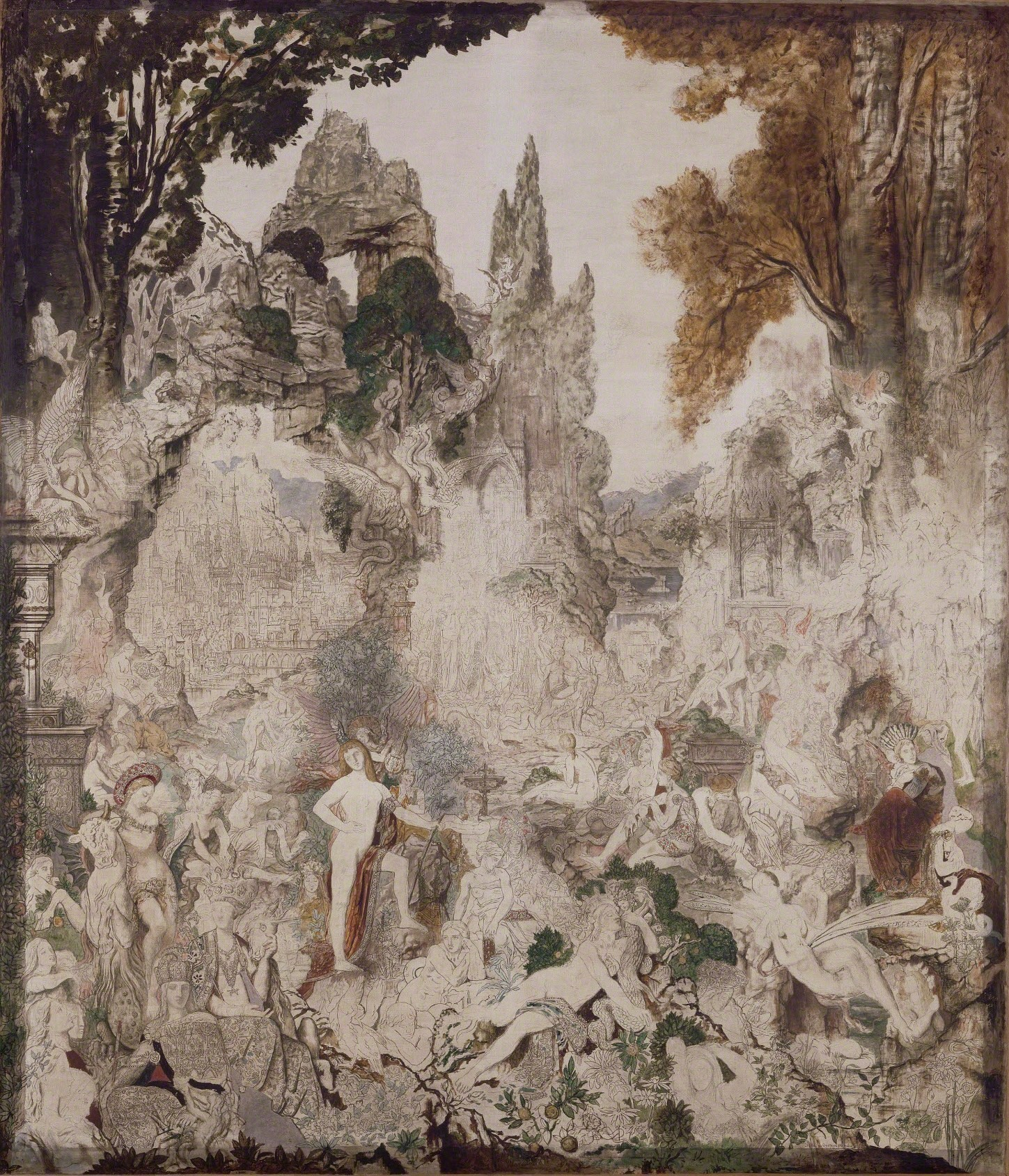
1884年の大作『キマイラたち』。略奪される女性像の集大成とも言うべき作品であったが、未完に終わった。ギュスターヴ・モロー美術館所蔵。

おそらくモローはギリシア神話とフランス語の両方の意味を掛け合わせて本作品を描いている。モローの図像学において、半獣半人の怪物はしばしば精神性に対する物質性、肉体的な官能性を象徴している。したがって怪物に抱きついて自らも飛翔しようとする裸婦像は自らをも破滅させる欲望に身を任せていると解釈でき、おそらくそこにはデイアネイラやエウロペなど、獣の性質を備えた略奪者によって誘拐される女性のイメージが重ねられている。

晩年、モローはこうした女性像を集めて『キマイラたち』（Les Chimères）という大作の制作に取りかかったが、その解説で次のように述べている。

もっとも根源的な本質における女性。見知らぬもの、神秘的なものに我を忘れ、邪悪で悪魔的な誘惑の形をした悪に心を奪われる無意識の存在。･･･彼女たちはキマイラに跨って空へと運ばれて行くが、恐怖と眩暈に取り乱しそこから転落する。

画家の友人であったアリ・ルナンはモローが死去した翌年に、『ガゼット・デ・ボザール』で本作品について触れている。アリ・ルナンは本作品の怪物を必ずしも物質的な、欲望に満ちた負のイメージで捉えていない。彼は本作品と大作『キマイラたち』とを区別し、本作品の怪物を「高貴な種族に属する」と考え、また怪物の顔をアンドロギュノス的と評した。モローが半獣の怪物や翼、飛翔といったモチーフを必ずしも負のイメージで捉えていたわけではないことは『ペリ』（Péri）などの作品から知られている。そこで、モローはそれらのモチーフに加えて怪物をアンドロギュノス的に描くことで、より曖昧で両義的な意味を作品に持たせようとしたのではないかと考えられる。

## 来歴
1867年に画家のもとから売却されたのち複数の所有者を経て、1906年に実業家・慈善事業家のウィリー・ブルメンタール（Willy Blumenthal）の手に渡った。1935年、グレンヴィル・L・ウィンスロップはマーティン・バーンバウム（Martin Birnbaum）を通じてブルメンタールから絵画を購入。ウィンスロップが死去した1943年に本作品を含むコレクションがフォッグ美術館に遺贈された。

## ヴァリアント
複数のヴァリアントが知られている。最も有名な作品は本作と同じく1867年に制作されたもので、同年に売却され、現在はプライベートコレクションに属している。このヴァリアントは本作品よりも先に制作され、本作品はその複製と考えられている。

## ギャラリー

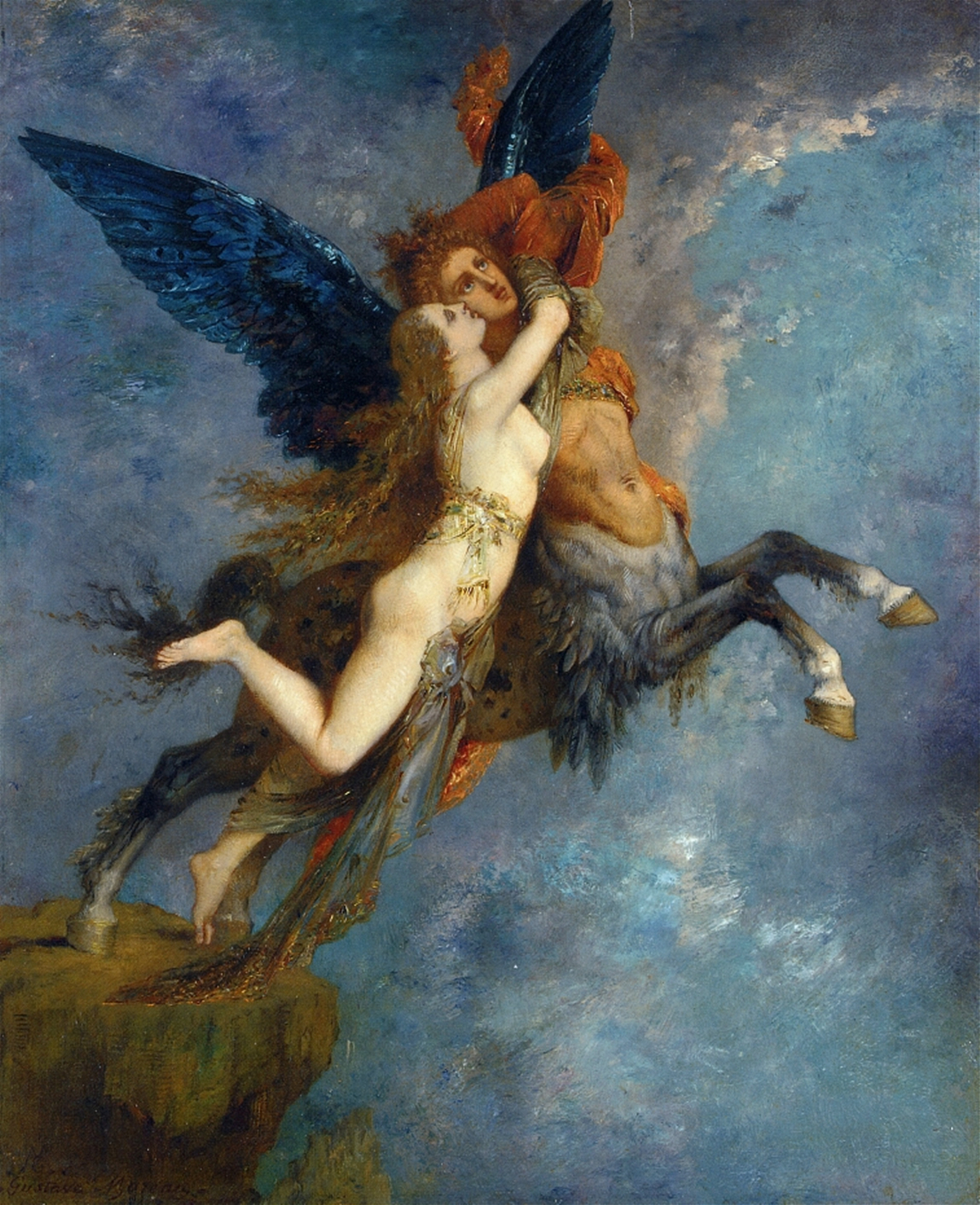
『キマイラ』1867年 個人蔵
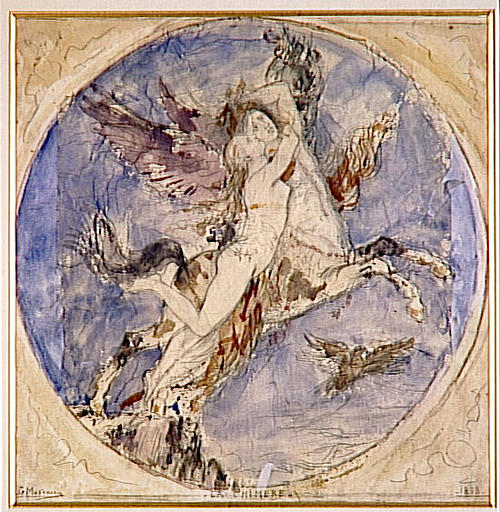
水彩画『キマイラ』1858年 ギュスターヴ・モロー美術館所蔵
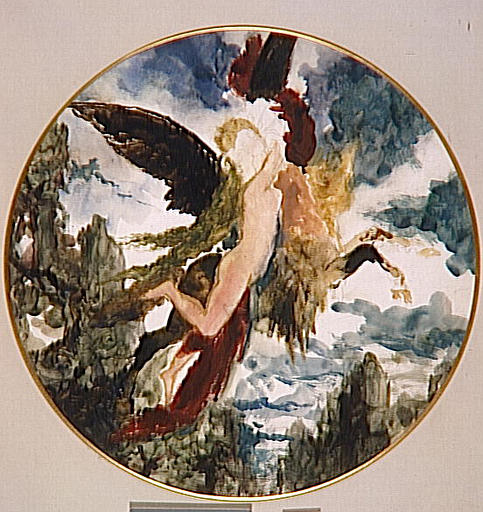
水彩画習作『キマイラ』1879年頃 ギュスターヴ・モロー美術館所蔵
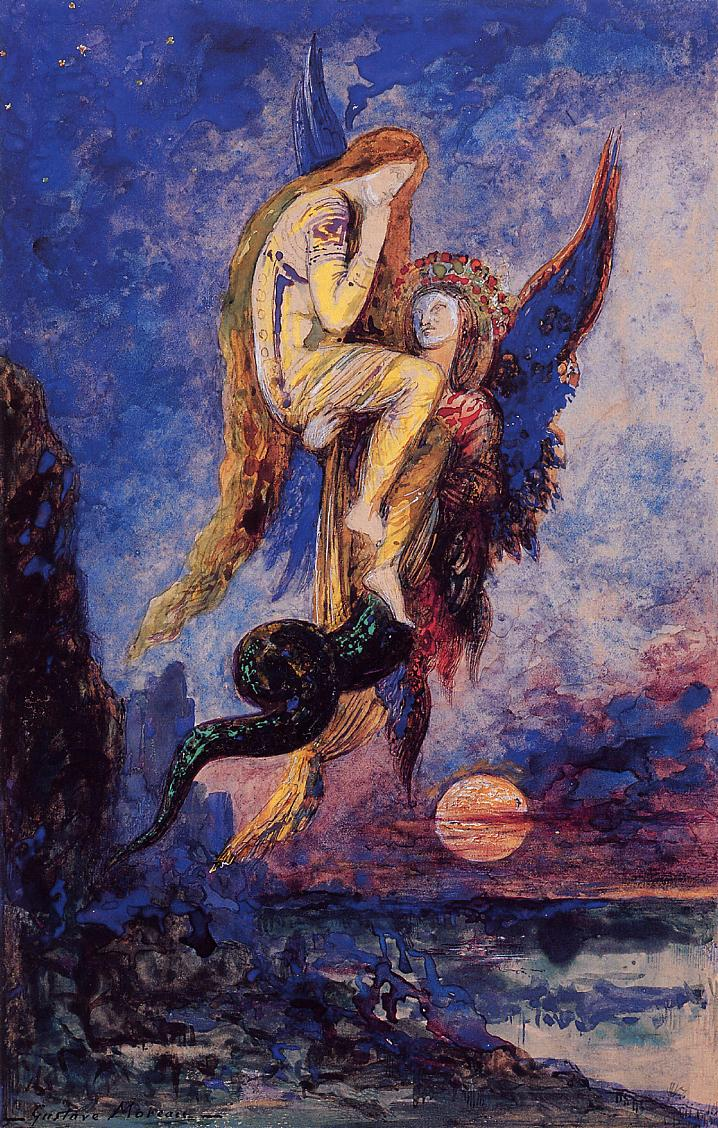
水彩画『キマイラ』1884年 ギュスターヴ・モロー美術館所蔵